# André Dufraisse
André Dufraisse (Razès, 30 juni 1926 - 21 februari 2021) was een Franse beroepsrenner in het veldrijden, actief van 1950 tot 1964, die in vijf achtereenvolgende jaren wereldkampioen werd.

## Palmares
- 5x Wereldkampioen veldrijden bij de elite: 1954, 1955, 1956, 1957 en 1958.
- 7x Frans kampioen veldrijden bij de elite: 1955, 1956, 1958, 1959, 1961, 1962 en 1963.
- 11x kampioen van de Limousin: 1950, 1952-1959 en 1961-1962.
- 23 overwinningen.

R. Altig · 
W. Altig ·
Annaert · 
Anquetil ·
Beaumont · 
Binggeli ·
Claud ·
Cloarec ·
Delattre · 
Dufraisse ·
Elliott ·
Everaert ·
Gandolfo ·
Geldermans ·
Graczyk ·
Janssens ·
Le Dudal · 
Le Her ·
Le Lan ·
Lepolard ·
Queheille ·
Raynal ·
de Roo ·
Robinson ·
Rostollan ·
Rousseau ·
Sciardis ·
Stablinski  ·
Stolker ·
Thomas ·
Varnajo
R. Altig · 
W. Altig ·
Annaert · 
Anquetil ·
Beaumont · 
Belena ·
Bergaud ·
Camillo ·
Cauvet ·
Claud ·
Cousseau ·
Delattre · 
A. Delort ·
F. Delort ·
Dufraisse ·
Elliott ·
Everaert ·
Gandolfo ·
Geldermans ·
Grain ·
Hassenforder ·
Hugens ·
Ignolin ·
Le Dudal · 
Le Hec ·
Lebaube ·
Maliepaard ·
Novak ·
Queheille ·
Raynal ·
de Roo ·
Rostollan ·
Simon ·
Stablinski  ·
Stolker ·
Thiélin ·
Varnajo ·
Zimmermann
R. Altig · 
W. Altig ·
Annaert · 
Anquetil ·
Belena ·
Bourles ·
Cauvet ·
Charruau ·
Crinnion ·
Dejouhannet · 
Delattre · 
A. Delort ·
F. Delort ·
Ducard ·
Dufraisse ·
Elliott ·
Eugène · 
Everaert ·
Gaignard ·
Gandolfo ·
Geldermans ·
Grain ·
den Hartog ·
Ignolin ·
Le Dudal · 
Le Her ·
Le Hir ·
Lebaube ·
Lute ·
Maliepaard ·
Mazeaud ·
Munter ·
Novak ·
de Roo ·
Rostollan ·
Simon ·
Stablinski ·
Stolker ·
Thiélin ·
Thomin ·
Varnajo ·
Zimmermann